# Yarloop
Yarloop is een plaats in de regio South West in West-Australië. Het ligt langs de South Western Highway, 129 kilometer ten zuiden van Perth en 18 kilometer ten noorden van Harvey. Yarloop telde 541 inwoners in 2021 tegenover 545 in 2006.

## Geschiedenis
Voor de komst van de Europeanen leefden de Pindjarup Nyungah Aborigines in de streek. Yarloop ligt 5 kilometer ten zuiden van de Yalupbeek waarnaar het vermoedelijk vernoemd is, vermits het eerder Yailoup en Yarloup genoemd werd. Een andere mogelijkheid is dat het van Yard Loop afkomstig is vanwege een spoorlus op een houtbedrijf.
In de tweede helft van de 19e eeuw begonnen Europese kolonisten zich in de streek te vestigen. Joseph Logue vestigde zich in 1849 op wat later bekend zou komen te staan als Logue Brook. In 1866 werd hij gevolgd door John Bancells en W.J. Eastcott. De streek kwam pas echt tot ontwikkeling nadat de gebroeders Charles en Edwin Millar er neerstreken om het jarrahhout uit te streek te exploiteren. Ze hadden al eerder hout naar Londen uitgevoerd. Ze ontwikkelden een houtzagerij, een dorpje voor het personeel en in 1896 een spooraansluiting die op de in 1893 geopende South Western Railway tussen Perth en Bunbury aansloot. De Millars openden ook houtzagerijen in Denmark. Het bedrijf bouwde voor haar personeel in 1895 het eerste hospitaal in de streek. In 1898 kreeg Yarloop een eerste postkantoor. Dat deed dienst tot 1953 toen een nieuw postkantoor gebouwd werd.
Niet iedereen wenste in het private dorpje van Millar Timber Company ten oosten van de spoorweg te wonen en langs de westkant ontwikkelde zich een publiek deel. In 1901 bouwde de Millars een grote werkplaats in Yarloop die dienst deed voor hun hele operatie in het zuidoosten van West-Australië. In de werkplaatsen werden tijdens de Eerste Wereldoorlog wapens vervaardigd. Toen het bedrijf op zijn hoogtepunt was, stelde het 500 mensen te werk in Yarloop en omgeving. In de jaren 1930 had Millars Karri and Jarrah Company het grootste private spoornetwerk ter wereld met 8 spoorlijnen en 25 treinen. Yarloop zou pas in 1962 officieel een dorp worden. In 1984 werd Yarloop door de National Trust geclassificeerd als beschermd monument.

## 21e eeuw
In 2016 werd Yarloop getroffen door een zware bosbrand. Vele historische gebouwen brandden af. De Yarloop Steam Workshops, ondertussen een museum, gingen bijna volledig verloren.
Eind 2018 werd aan Architects Gresley Abbas de opdracht toevertrouwd een conceptplan uit te werken om het museum terug in ere te herstellen.

## Transport
Yarloop ligt langs de South Western Highway en de South Western Railway. De Australind-treindienst van Transwa doet Yarloop dagelijks aan.

## Klimaat
Yarloop kent een warm mediterraan klimaat, Csa volgens de klimaatclassificatie van Köppen. De gemiddelde jaarlijkse temperatuur bedraagt 16,7 °C en de gemiddelde jaarlijkse neerslag 948 mm.

## Galerij

Workshops
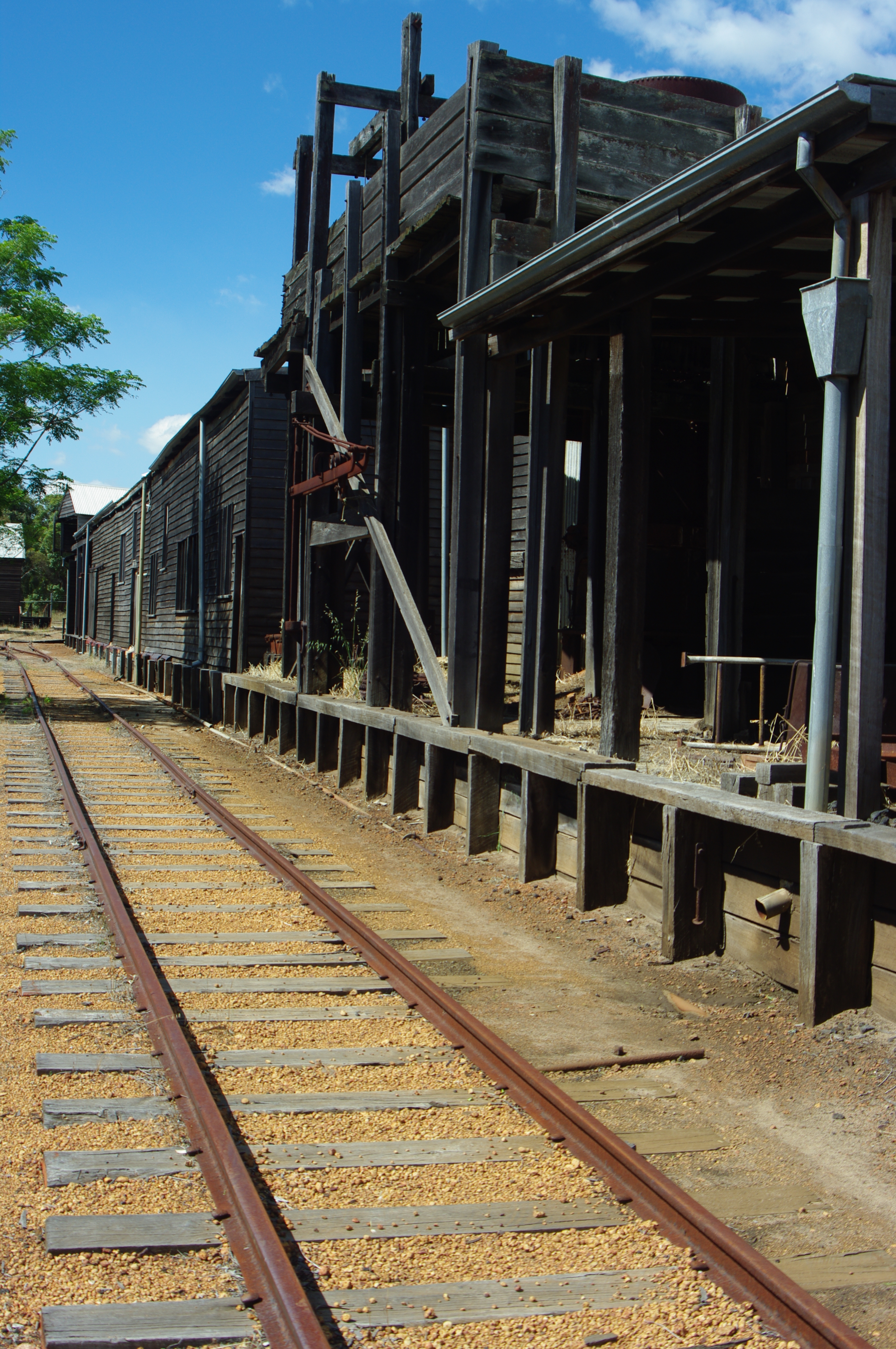
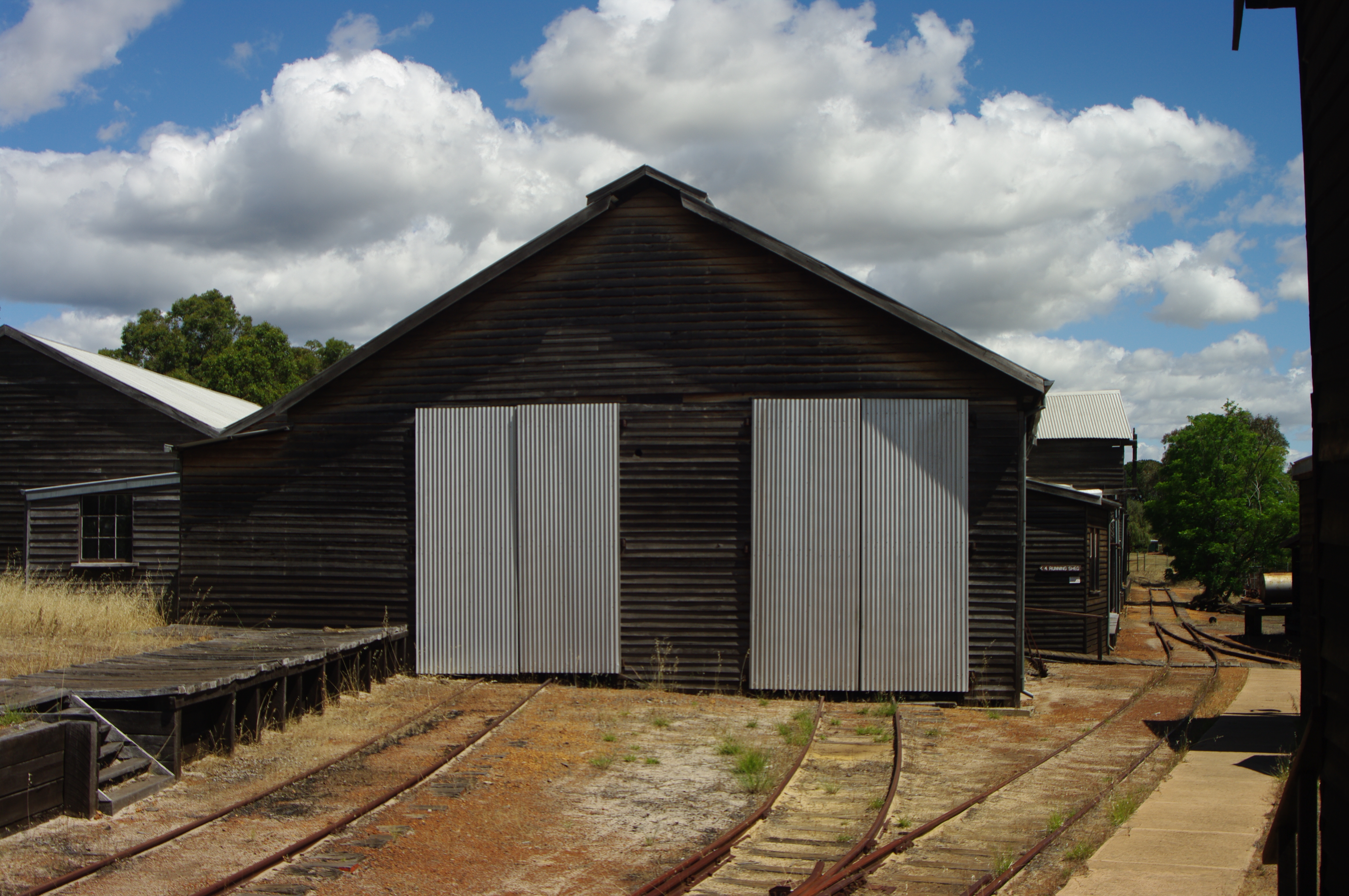
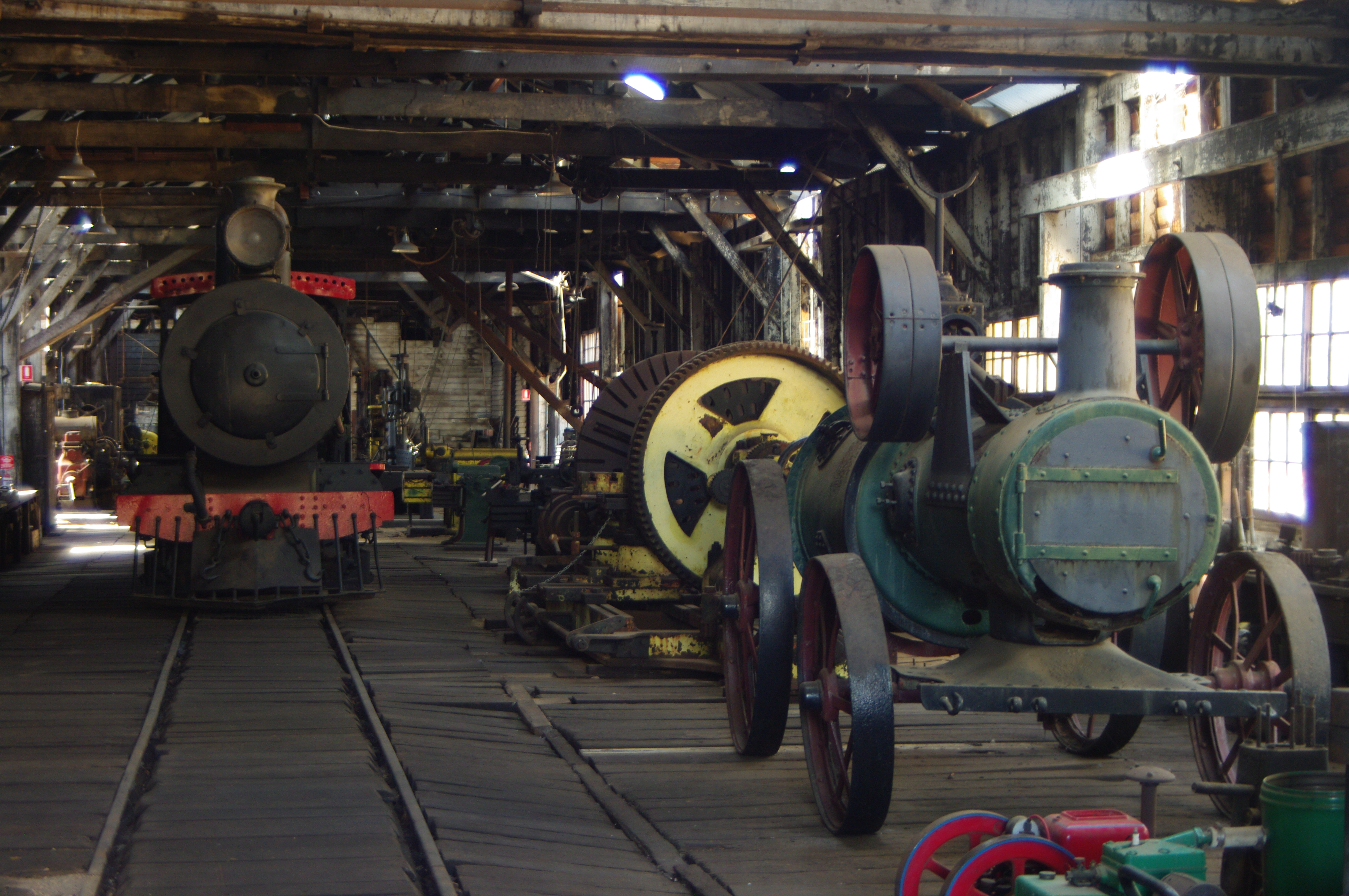
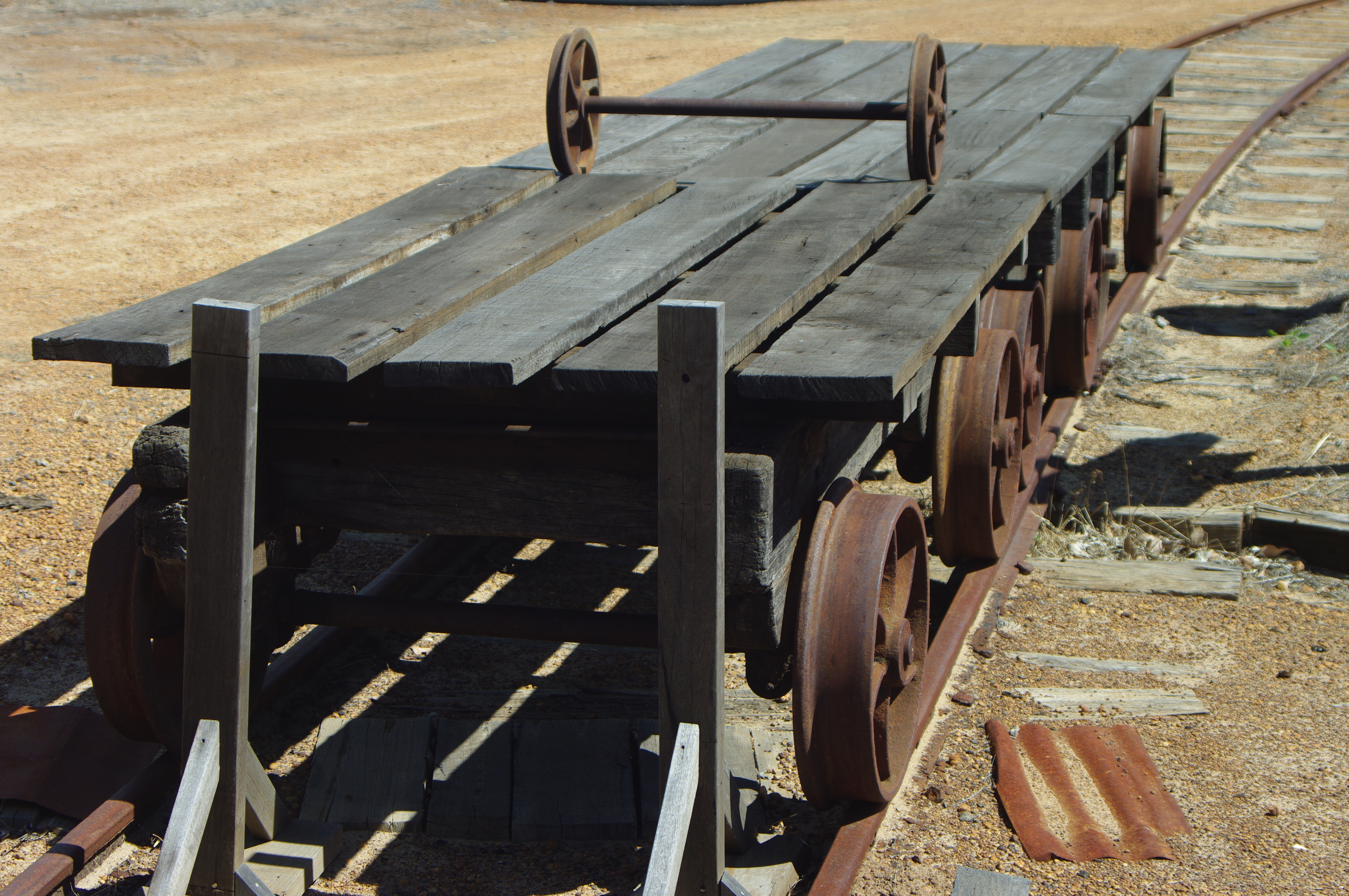
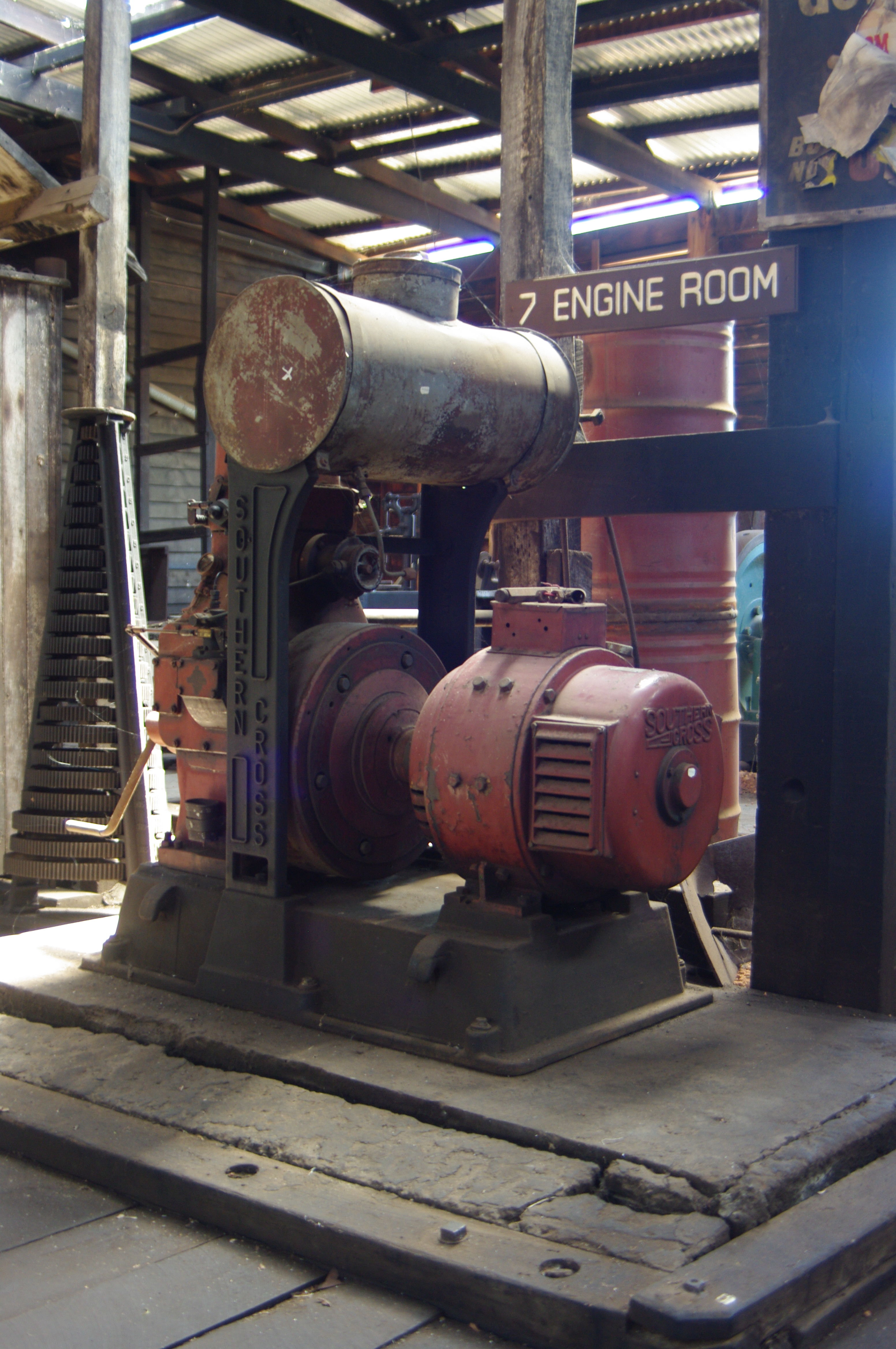

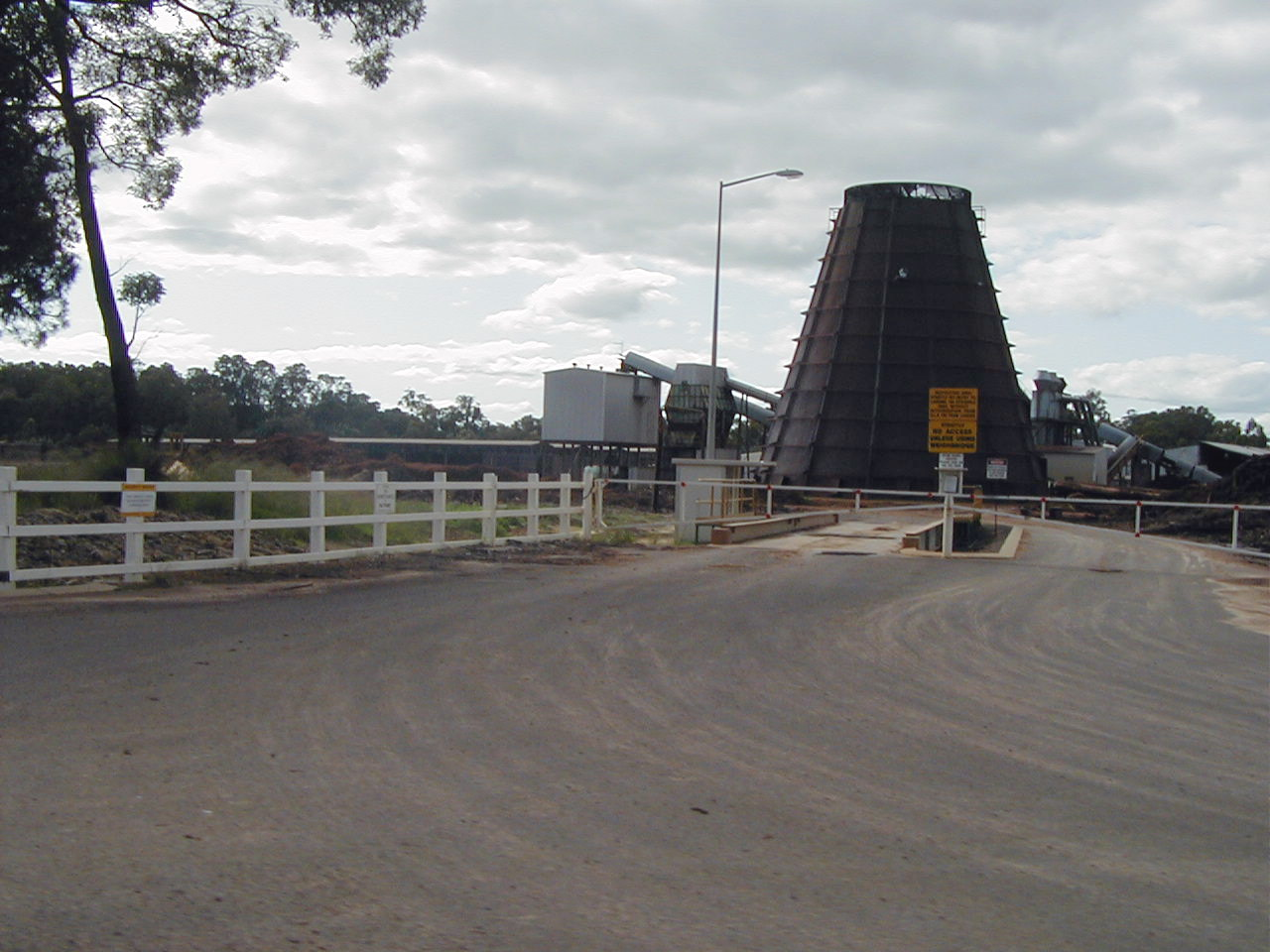
Houtzagerij
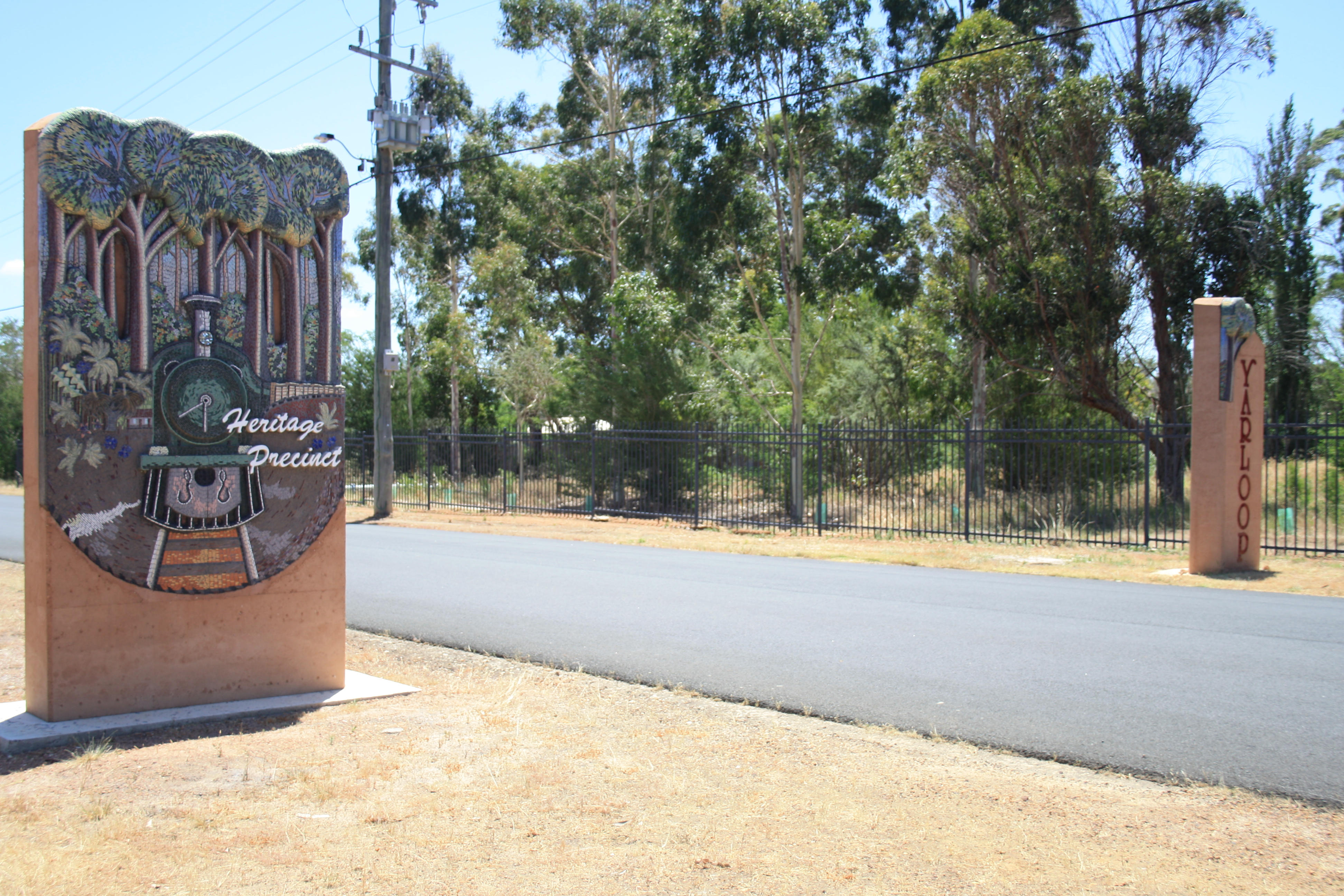
Historisch dorp
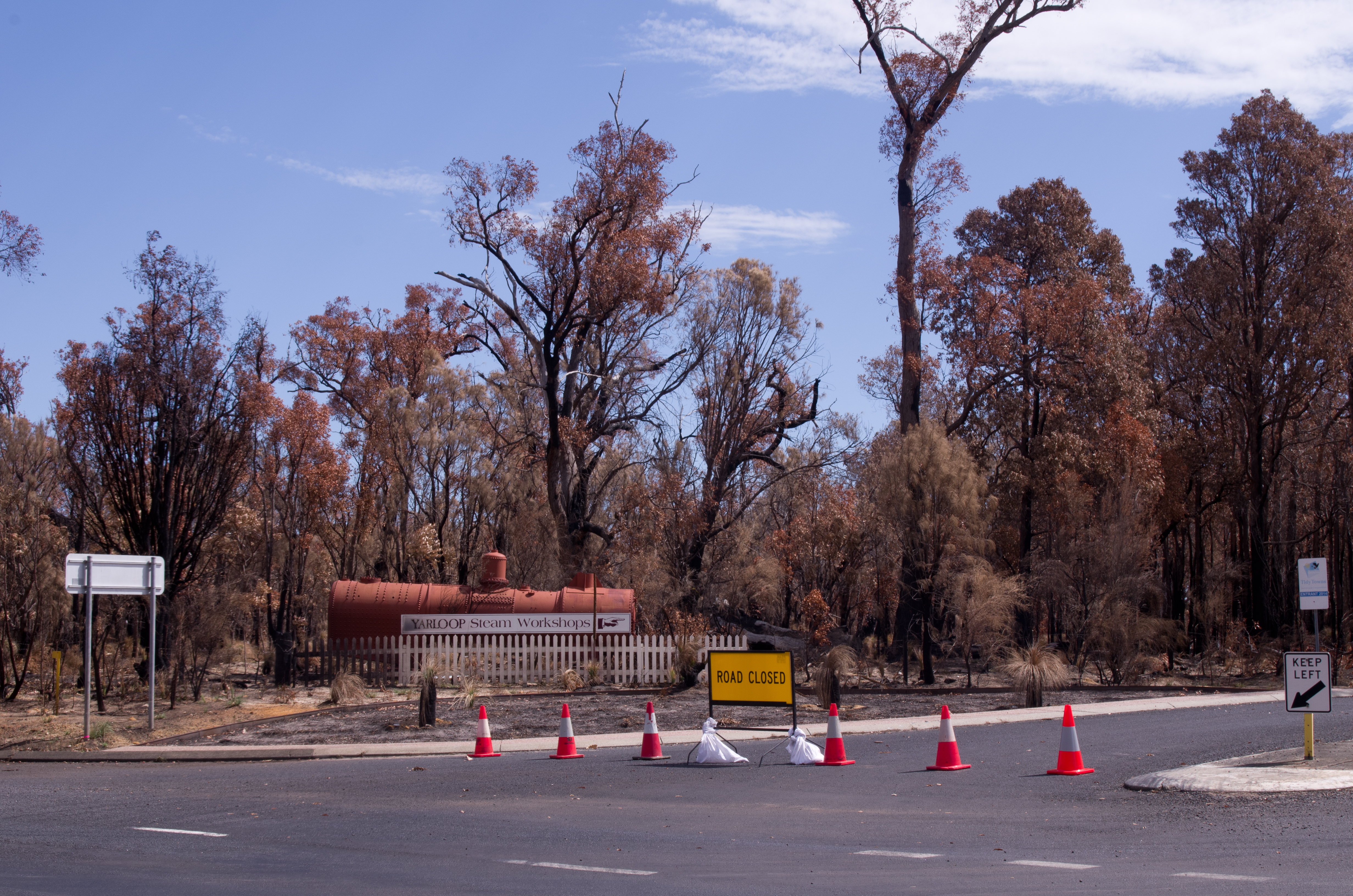
Na de brand
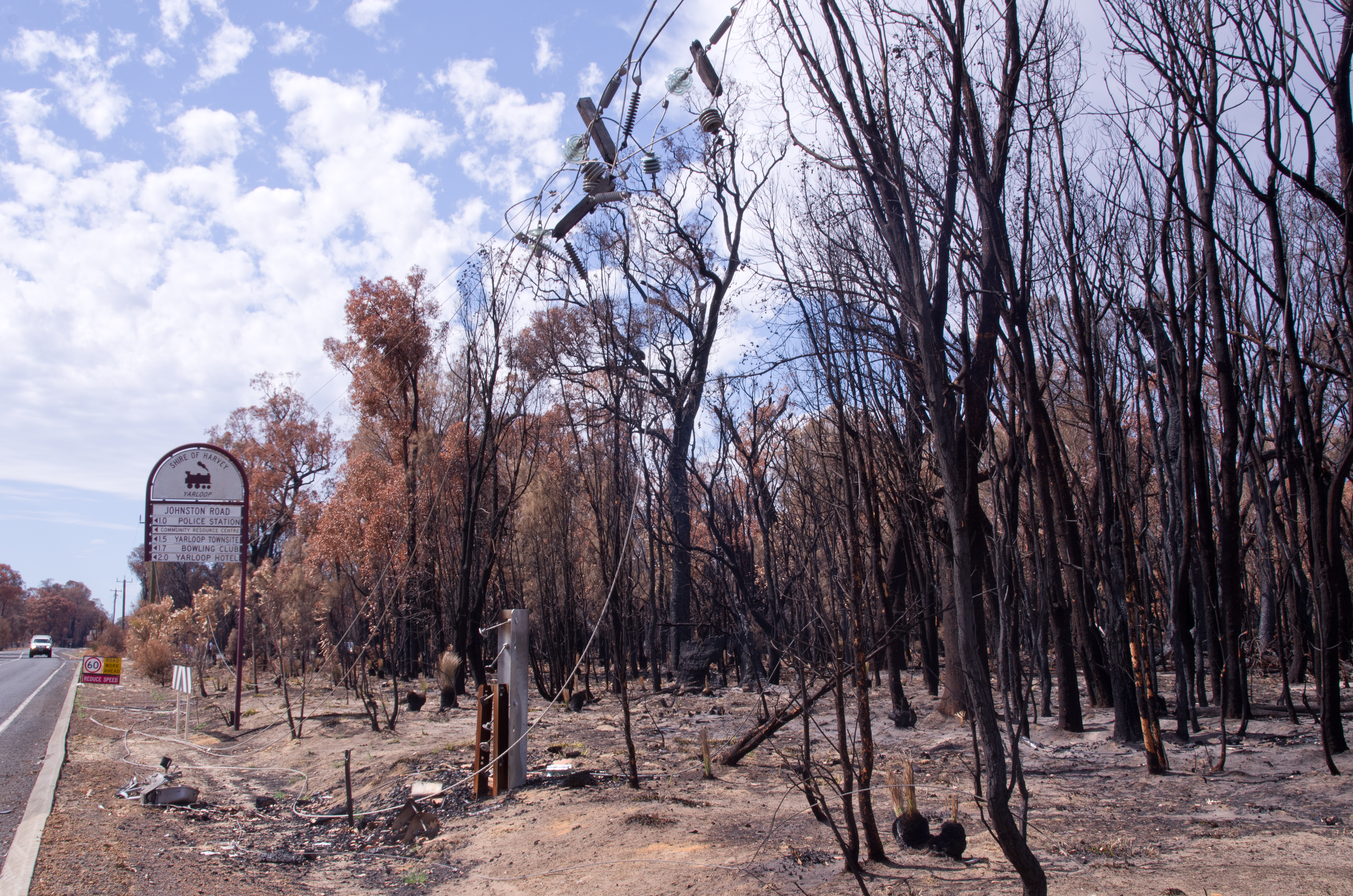
Na de brand

Acton Park · Alexandra Bridge · Allanson · Augusta · Balingup · Benger · Binningup · Boyanup · Boyup Brook · Bramley · Bridgetown · Brookhampton · Brunswick Junction · Bunbury · Burekup· Busselton · Capel · Carbunup River · Chowerup · Collie · Cookernup · Cowaramup · Cundinup · Dardanup · Deanmill · Dingup · Dinninup · Donnelly River · Donnybrook · Dunsborough · Elgin · Ferguson · Forest Grove · Forrest Beach · Gnarabup · Gracetown · Greenbushes · Harvey · Hester · Jardee · Jarrahwood · Karridale · Kirup · Kudardup · Kulikup · Ludlow · Manjimup · Margaret River · Mayanup · Metricup · Mullalyup · Myalup · Nannup · Northcliffe · Nyamup · Pemberton · Peppermint Grove Beach · Prevelly · Quindalup · Quinninup · Roelands · Rosa Brook · Shotts · Stratham · Uduc · Vasse · Walpole · Waterloo · Wilga · Windy Harbour · Witchcliffe · Wilyabrup · Wokalup · Wonnerup · Worsley · Yallingup · Yalup Brook · Yarloop · Yoongarillup · Yornup